# Erin (Trinidad y Tobago)
Erin es una localidad de Trinidad y Tobago, que forma parte de la región de Siparia.

## Geografía
La localidad abarca parte de la isla Trinidad y limita al norte con Cap-de-Ville y Salazar Village, al sur con el canal de Colón y Los Iros-Erin, al este con Carapal y Rancho Quemado y al oeste con Erin-Buenos Ayres.

## Demografía
Datos demográficos de la localidad de Erin:
| Gráfica de evolución demográfica de Erin entre 2000 y 2011 |
|                                                            |